# Plantago major subsp. major
Plantago major subsp. major é uma subespécie de planta com flor pertencente à família Plantaginaceae. 
A autoridade científica da subespécie é L., tendo sido publicada em Sp. Pl. 112 (1753).
Os seus nomes comuns são chantage, chentage, chinchage, chinchagem, chinchais, engorda-porcos, erva-das-sete-linhas, erva-dos-sete-castelos, sinchais, tanchage, tanchagem, tanchagem-folha-larga, tanchagem-maior ou tantage.

## Portugal
Trata-se de uma subespécie presente no território português, nomeadamente no Arquipélago da Madeira.
Em termos de naturalidade é nativa da região atrás indicada.

## Protecção
Não se encontra protegida por legislação portuguesa ou da Comunidade Europeia.